# 中山知信
中山 知信（なかやま とものぶ、1962年 - ）は、日本の材料工学者、物理学者。東京科学大学リサーチディベロップメント機構上席URA。前職は、物質・材料研究機構（NIMS） 国際・広報部門 部門長、若手国際研究センター 副センター長。専門は、原子操作技術、ナノ物性研究。2002年、同機構に異動し、国際ナノアーキテクトニクス研究拠点（WPI-MANA）PI、副拠点長および事務部門長を歴任。2025年より現職。

## 経歴[2]

### 学生時代
小学生の頃から理科が好きであった。特に星を見るのが好きで、小遣いを貯めて買った天体望遠鏡で土星の輪っかを見て「きっとあそこには宇宙人がいるに違いない！」と考えていた。中学生に入って音楽に熱中し、高校では、文化祭等の行事に力を入れた生活を送る。大学では、ジャズのビッグバンドでドラムスを担当。科学だけでなく、音楽、学生行事等、様々なことに熱中した学生時代を送る。

### 研究の道へ
東京工業大学理学部入学し、高柳邦夫の研究室へ配属。卒研で使った電子顕微鏡が見せてくれた「星空のような」結晶の美しさに感動し、研究の面白さに気づく。修士のときの研究テーマは、シリコン表面における原子ステップ。修士卒業後は、三井金属鉱業株式会社に入社。研究好きの上司の後押しにより、入社１年後に理化学研究所に出向。そこで、後の師となる青野正和に出会う。

### 青野原子制御表面プロジェクト
1989年、世界初のナノテクノロジー国家プロジェクトである「青野原子制御表面プロジェクト」に研究員として参加するため、上司の声援も受けて会社を退職。プロジェクト全体としては、原子を一個の単位で操作する様々な技術の開発、その基本となる物質機構の解明、そしてそれらの応用について研究を行うものであった。特に単原子層制御の研究を行い、半導体、金属、超伝導体、誘電導体等の薄膜成長における原子層制御やアトムクラフト技術への基板供給に向けた成果を発表した。

### 博士号取得
1999年に、これまでの研究をまとめた博士論文を東京大学に提出し、博士（理学）号を取得。その後、台湾国立交通大学 物理学研究所客員教授、東京工業大学非常勤講師などを併任する。2001年には、花王技術・科学財団から花王研究奨励賞「表面の科学」部門 で表彰される。

### 物質・材料研究機構へ
2002年に物質・材料研究機構（NIMS）ナノマテリアル研究所に移籍し、グループリーダーとして自身の研究グループを組織する。2007年には「原子スイッチの研究」の功績により、共同研究者とともに文部科学大臣表彰 科学技術賞 研究部門を受賞。また、同年発足した世界トップレベル研究拠点プログラム（WPI）のうちの一つである国際ナノアーキテクトニクス研究拠点（MANA）にてPrincipal investigator (PI)を務める。2015年からは、MANAの事務部門長、副拠点長として、研究拠点の発展に向け奮闘しつつ、全く新しい情報処理材料の開発にも従事。2022年には、NIMS グローバル中核部門（2023年4月、国際・広報部門に改組） 部門長、若手国際研究センター 副センター長、広報室長に着任している。併任として、2004年に筑波大学大学院数理物質科学研究科の助教授、2013年からは、筑波大学数理物質系物質工学域 教授として学生の指導も行った（2022年、筑波大学大学院数理物質系より名誉連携教授の称号を受ける）。

### 東京科学大学へ
2025年、自身の出身校である東京工業大学と東京医科歯科大学との合併により発足した新大学・東京科学大学において研究者支援活動を開始する。

## 主な受賞歴[1]
- 花王芸術・科学財団 花王研究奨励賞「表面の科学」部門 (2001)
- 文部科学大臣表彰 科学技術賞 研究部門 (2007)
- 応用物理学会フェロー表彰 (2019)
- 2020 SSDM Award (2020)

## 主な著作[1]

### 書籍
- 有賀 克彦, 中山 知信. 未来の科学者のためのナノテクガイドブック. , 2016, 1-91.
- 中山 知信. 細胞膜ナノ構造の計測. ソフトナノテクノロジー-バイオマテリアル革命-(シーエムシー出版）. , 2005, 295-302.
- 中山 知信. 走査型マルチプローブ顕微鏡（MPSPM). ナノマテリアル工学大系第2巻ナノ金属（フジテクノシステム）. , 2006, 437-441.
- 内橋 隆, 中山 知信, 青野 正和. 金属原子一層の超伝導特性. 超伝導現象と高温超伝導体. , 2013, 467-474.
- 中山 知信. 抵抗率（導電率）測定. 電気化学/インピーダンス測定のノウハウと正しいデーター解釈. , 2013, 43-56.
- Kazuya Terabe, Tohru Tsuruoka, Tsuyoshi Hasegawa, Alpana Nayak, Takeo Ohno, Tomonobu Nakayama, Masakazu Aono. Atomic Switches. RESISTIVE SWITCHING. , 2016, 515-545. 10.1002/9783527680870.ch18
- TERABE, Kazuya, 長谷川剛, NAKAYAMA, Tomonobu, AONO, Masakazu. Invention and Development of the Atomic Switch. Springer, 2020
- SHINGAYA, Yoshitaka, NAKAYAMA, Tomonobu. Electrical Measurement by Multiple-Probe Scanning Probe Microscope. System-Materials Nanoarchitectonics. Springer, 2022, 14.

### その他文献
- 中山 知信. 揺らぐナノワイヤーのネットワークは脳機能を発現するか　ー物理化学反応・現象を利用した情報処理. 月刊化学. (2021) 68-69 他

## 出演

### Webメディア
- CONVERGENCE vol.27　FEATURE Topics　人口脳が「眠い」というとき
- MANA E-Bulletin vol.1 Feature "Bottom Up Fundamental Research" for Sowing the Seeds of Future Innovation
- MANA E-Bulletin vol.9 Feature Creating Systems that can Think, Feel -- and Smell
- キモエお仕事図鑑 第11回 ナノテクノロジー研究者 中山知信さん
- WPIフォーラム　前人未踏の“クレイジーな”融合研究はこうして生まれた！（MANA後編）
- ナノ研究の成果を継続的に世界へ発信、海外サイトでも研究論文への反響が飛躍的に増加【WPI-MANA様】
- 日刊工業新聞　経営ひと言／物質・材料研究機構の中山知信さん「融合領域は面白い」

### 新聞
- 日刊工業新聞　経営ひと言／物質・材料研究機構の中山知信さん「融合領域は面白い」
- 朝日新聞デジタル　分子が「車」に？物質・材料研究機構チームがナノカーレースに再挑戦

### 動画
- HOW TO サイエンス (5) 原子を見て操る方法【YouTube】
- 《世界最小の国際カーレース》ナノカーレースⅡ 日本公式生配信【ニコニコサイエンス】